# کوکوبو موریشیگه
کوکوبو موریشیگه ((به ژاپنی: 国分 盛重 Kokubu Morishige); ۱ ژانویهٔ ۱۵۵۳ – ۷ سپتامبر ۱۶۱۵) یک سامورایی ژاپنی از دوره سنگوکو تا اوایل دوره ادو بود. او پنجمین پسر داته هارومونه بود.
موریشیگه که با عنوان درباری‌اش «کوکوشی» 能登守 نیز شناخته می‌شود، او عموی داته ماسامونه بود.او همچنین آخرین ارباب قلعه ماتسوموری بود.